# Klaus Ofner
Klaus Ofner (ur. 15 czerwca 1968 w Murau) – austriacki narciarz, specjalista kombinacji norweskiej, brązowy medalista olimpijski oraz dwukrotny medalista mistrzostw świata.

## Kariera
W Pucharze Świata Klaus Ofner zadebiutował 18 stycznia 1986 roku w Murau, gdzie zajął 61. miejsce w zawodach metodą Gundersena. Był to jego jedyny start w sezonie 1985/1986 i wobec braku zdobytych punktów (w sezonach 1983/1984-1992/1993 obowiązywała inna punktacja Pucharu Świata) nie został uwzględniony w klasyfikacji generalnej. W kolejnym sezonie w ogóle nie pojawił się w zawodach pucharowych. Wrócił w sezonie 1987/1988, lecz mimo pięciu startów ponownie nie wywalczył punktów. W lutym 1988 roku wziął jednak udział w igrzyskach olimpijskich w Calgary, gdzie w zawodach indywidualnych zajął 22. pozycję. Po skokach był jedenasty, jednak na trasie biegu nie zdołał obronić tej lokaty.
Pierwsze pucharowe punkty zdobył 29 grudnia 1988 roku w Oberwiesenthal od razu stając na podium - zajął drugie miejsce w Gundersenie. W sezonie 1988/1989 jeszcze dwukrotnie plasował się w czołowej dziesiątce, ale na podium już nie stanął. W klasyfikacji generalnej był ostatecznie jedenasty. W lutym 1989 roku wystartował na mistrzostwach świata w Lahti. W konkursie indywidualnym spadł z piątej pozycji po skokach na dziesiąte miejsce na mecie biegu, był jednak najlepszym z austriackich kombinatorów w tych zawodach. Na tych samych mistrzostwach wspólnie z kolegami z reprezentacji był piąty w sztafecie.
W sezonach 1989/1990 i 1990/1991 łącznie sześciokrotnie znajdował się w pierwszej dziesiątce, lecz nie stanął na podium. Najbliżej był 19 stycznia 1990 roku w Murau, gdzie był czwarty. W 1991 roku wziął udział w mistrzostwach świata w Val di Fiemme, które były najbardziej udaną imprezą w jego karierze. Ofner wygrał konkurs skoków w Gundersenie i na trasę biegu wyruszył z przewagą 53 sekund nad Fredem Børre Lundbergiem z Norwegii. W biegu musiał jednak uznać wyższość Norwega, a także swego rodaka Klausa Sulzenbachera, który wyprzedził go na mecie o zaledwie 0.2 sekundy i zgarnął srebrny medal. Ofner zajął trzecie miejsce, wyprzedzając czwartego w zawodach reprezentanta ZSRR Allara Levandiego o 0.4 sekundy. W sztafecie Austriacy w składzie Ofner, Sulzenbacher i Günther Csar wygrali konkurs skoków i prowadzenia nie oddali już do końca.
Najlepsze wyniki w Pucharze Świata Klaus osiągnął w sezonie 1991/1992. Pięciokrotnie plasował się w czołowej dziesiątce i tylko raz nie zdobył punktów. Na podium stanął dwukrotnie: 18 stycznia w Murau był trzeci, a 28 lutego 1992 roku w Lahti zajął drugie miejsce. Podium w Lahti było jego ostatnim sukcesem w Pucharze Świata. W klasyfikacji generalnej był ostatecznie czwarty. W lutym 1992 roku wystąpił na igrzyskach olimpijskich w Albertville. W zawodach indywidualnych wygrał konkurs skoków i z przewagą 16 sekund nad Japończykiem Rei'ichim Mikatą ruszył na trasę biegu. Na mecie był jednak piąty, a do zwycięzcy Fabrice’a Guya z Francji stracił blisko półtorej minuty. W sztafecie wraz z Klausem Sulzenbacherem i Stefanem Kreinerem zdobył brązowy medal. W skokach Austriacy zajęli drugie miejsce i przed biegiem tracili do prowadzących Japończyków prawie dwie i pół minuty. Na trasie biegu nieco zmniejszyli stratę, jednak liderów nie dogonili, co więcej stracili drugie miejsce na rzecz Norwegów. Na mecie stawili się na trzecim miejscu, tracąc blisko 14 sekund do srebrnego medalu.
W zawodach pucharowych Ofner startował do zakończenia sezonu 1995/1996, jednak osiągał coraz słabsze wyniki. Wystartował w tym czasie na dwóch dużych imprezach: mistrzostwach świata w Falun w 1993 roku oraz rozegranych dwa lata później mistrzostwach w Thunder Bay, gdzie w sztafecie zajmował odpowiednio siódmą i piąta pozycję. Ostatni oficjalny występ zanotował 8 marca 1996 roku w Falun, gdzie zajął 35. miejsce w Gundersenie. W 1996 roku zakończył karierę.

## Osiągnięcia

### Igrzyska Olimpijskie
| Miejsce | Dzień     | Rok  | Miejscowość | Konkurencja             | Wynik zwycięzcy | Strata  | Zwycięzca      |
| ------- | --------- | ---- | ----------- | ----------------------- | --------------- | ------- | -------------- |
| 22.     | 28 lutego | 1988 | Calgary     | Gundersen K-90/15 km    | 38:16,8         | +3:58,8 | Hippolyt Kempf |
| 5.      | 12 lutego | 1992 | Albertville | Gundersen K-90/15 km    | 44:28,1         | +1:29,8 | Fabrice Guy    |
| 3.      | 24 lutego | 1992 | Albertville | Sztafeta K-90/3 × 10 km | 1:23:36,6       | +1:40,1 | Japonia        |

### Mistrzostwa świata
| Miejsce | Dzień     | Rok  | Miejscowość   | Konkurencja             | Wynik zwycięzcy | Strata   | Zwycięzca           |
| ------- | --------- | ---- | ------------- | ----------------------- | --------------- | -------- | ------------------- |
| 10.     | 18 lutego | 1989 | Lahti         | Gundersen K-90/15 km    | 37:10,7         | +4:03,9  | Trond Einar Elden   |
| 5.      | 24 lutego | 1989 | Lahti         | Sztafeta K-90/3 × 10 km | 1:24:21,7       | +3.36,5  | Norwegia            |
| 3.      | 7 lutego  | 1991 | Val di Fiemme | Gundersen K-90/15 km    | 41:00,6         | +1:11,3  | Fred Børre Lundberg |
| 1.      | 8 lutego  | 1991 | Val di Fiemme | Sztafeta K-90/3 × 10 km | 1:21:22,5       | -        | -                   |
| 7.      | 19 lutego | 1993 | Falun         | Sztafeta K-90/3 × 10 km | 1:19:25,7       | +14.59,4 | Japonia             |
| 5.      | 10 marca  | 1995 | Thunder Bay   | Sztafeta K-90/4 × 5 km  | 56:20,2         | +6.57,3  | Japonia             |

### Puchar Świata

#### Miejsca w klasyfikacji generalnej
- sezon 1988/1989: 11.
- sezon 1989/1990: 16.
- sezon 1990/1991: 10.
- sezon 1991/1992: 4.
- sezon 1992/1993: 26.
- sezon 1993/1994: 36.
- sezon 1994/1995: 32.
- sezon 1995/1996: 38.

#### Miejsca na podium chronologicznie
| Nr | Data             | Miejscowość    | Konkurencja         | Wynik zwycięzcy | Pozycja | Strata      | Zwycięzca          |
| -- | ---------------- | -------------- | ------------------- | --------------- | ------- | ----------- | ------------------ |
| 1. | 29 grudnia 1988  | Oberwiesenthal | Gundersen K90/15 km | ?               | 2.      | ?           | Knut Tore Apeland  |
| 2. | 18 stycznia 1992 | Murau          | Gundersen K90/15 km | ?               | 3.      | +2:13.2 min | Fabrice Guy        |
| 3. | 28 lutego 1992   | Lahti          | Gundersen K90/15 km | ?               | 2.      | +46.0 s     | Klaus Sulzenbacher |

### Puchar Kontynentalny

#### Miejsca w klasyfikacji generalnej
- sezon 1990/1991: 41

#### Miejsca na podium chronologicznie
Ofner nigdy nie stał na podium indywidualnych zawodów Pucharu Kontynentalnego.